# Kreuth (Geslau)
Kreuth ist ein Gemeindeteil der Gemeinde Geslau im Landkreis Ansbach (Mittelfranken, Bayern). Kreuth liegt in der Gemarkung Dornhausen.

## Geografie
Das Dorf liegt am Kreuthbach, einem rechten Zufluss der Altmühl. Im Osten liegen das Hubfeld und Eggerten. Gemeindeverbindungsstraßen führen nach Schwabsroth zur Kreisstraße AN 7 (2,3 km westlich), nach Dornhausen (1,2 km östlich) und Hürbel (1,5 km südlich) jeweils zur AN 5 und zur Staatsstraße 2250 bei Geslau (1 km nördlich).

## Geschichte
Im 16-Punkte-Bericht des brandenburg-ansbachischen Oberamts Colmberg aus dem Jahr 1608 wurden für Kreuth 9 Mannschaften verzeichnet, die alle das Kastenamt Colmberg als Grundherrn hatten. Das Hochgericht übte das Vogtamt Colmberg aus. Im 16-Punkte-Bericht des Oberamts Colmberg aus dem Jahr 1681 waren die grundherrschaftlichen Verhältnisse für Kreuth unverändert.
Gegen Ende des 18. Jahrhunderts gab es in Kreuth 13 Anwesen (2 Höfe, 10 Halbhöfe, 1 Gut). Das Hochgericht und die Dorf- und Gemeindeherrschaft übte weiterhin das Vogtamt Colmberg aus. Alle Anwesen hatten das Kastenamt Colmberg als Grundherrn. Neben den Anwesen gab es noch kommunale Gebäude (Schmiede, Hirtenhaus, Brechhaus). Es gab zu dieser Zeit 14 Untertansfamilien. Von 1797 bis 1808 unterstand der Ort dem Justizamt Leutershausen und Kammeramt Colmberg.
Im Rahmen des Gemeindeedikts wurde Kreuth dem 1808 gebildeten Steuerdistrikt Geslau und der 1810 gegründeten Ruralgemeinde Geslau zugeordnet. Mit dem Zweiten Gemeindeedikt (1818) wurde es in die neu gebildete Ruralgemeinde Dornhausen umgemeindet. 1843 beantragten die Bewohner von Kreuth die Bildung einer eigenen Ruralgemeinde, was jedoch abgelehnt wurde. Weitere Eingaben 1844 und 1847 wurden ebenfalls abgelehnt. Am 1. Januar 1972 wurde Kreuth im Zuge der Gebietsreform in Bayern nach Geslau eingemeindet.

### Baudenkmäler
- Haus Nr. 12: Hofanlage; stattliches Wohnstallhaus, frühes 18. Jahrhundert, im 19. Jahrhundert. halbseitig aufgestockt; massive Mansarddachscheune, 19. Jahrhundert.[14]
- Haus Nr. 20: erste Hälfte des 19. Jahrhunderts, zweigeschossiges Fachwerkwohnstallhaus; Wohnteil mit einhüftigem Dach[15]
- mittelalterliches Sandsteinkreuz; südlich am Sulzbach[14]

### Einwohnerzahlen
| Jahr      | 001818 | 001840 | 001861 | 001871 | 001885 | 001900 | 001925 | 001950 | 001961 | 001970 | 001987 |
| Einwohner | 110    | 87     | 100    | 90     | 113    | 100    | 88     | 113    | 85     | 83     | 73     |
| Häuser    | 16     | 16     |        |        | 17     | 18     | 16     | 16     | 15     |        | 14     |
| Quelle    | [ 17 ] | [ 18 ] | [ 19 ] | [ 20 ] | [ 21 ] | [ 22 ] | [ 23 ] | [ 24 ] | [ 25 ] | [ 26 ] | [ 1 ]  |

## Religion
Der Ort ist seit der Reformation evangelisch-lutherisch geprägt und bis heute nach St. Kilian (Geslau) gepfarrt. Die Einwohner römisch-katholischer Konfession sind nach St. Johannis (Rothenburg ob der Tauber) gepfarrt.